# 杜晓山
杜晓山（1947年—）出生于江苏省江都县。曾任中国社会科学院农村发展研究所党委书记、副所长。1994年4月，他基本上照搬了孟加拉乡村银行的模式，在河北省易县创建了中国第一个与国际接轨的扶贫小额信贷机构 -- “扶贫经济合作社”。他被大陆媒体誉为“中国小额信贷之父”。 但其主要科研成果 -- 农户小额信用贷款和农户联保贷款，经官方在农村信用社等涉农金融机构大力推广后，却适得其反。 随着农村信用社资产状况的不断恶化和内部矛盾日益加剧，少数专家开始对其“几乎原封不动地拷贝孟加拉乡村银行模式”提出严重的质疑。